# S/2010 J 1
S/2010 J 1 (J LI) — нерегулярный внешний спутник Юпитера.

## История открытия
S/2010 J 1 был открыт 7 сентября 2010 года Робертом Джейкобсоном, Мариной Брозович, Бреттом Глэдманом, и М. Александерсеном при помощи 5,1-метрового телескопа Хейла в Паломарской обсерватории. Сообщение об открытии сделано 1 июня 2011 года.

## Орбита
S/2010 J 1 совершает полный оборот вокруг Юпитера на расстоянии в среднем 23,314 млн км за 724,34 дня. Орбита имеет эксцентриситет 0,320. Наклон орбиты к локальной плоскости Лапласа 163,2186°, то есть является ретроградной. Это позволяет предположить, что S/2010 J 1 относится к группе Карме, причём имеет наименьшее наклонение орбиты среди её членов.

## Физические характеристики
Диаметр S/2010 J 1 составляет около 2 км. Спутник состоит предположительно в основном из силикатных пород, поэтому его плотность можно оценить в 2,6 г/см³.